# ガリアート
ガリアート（イタリア語: Gagliato）は、イタリア共和国カラブリア州カタンザーロ県にある、人口約500人の基礎自治体（コムーネ）。

## 地理

### 位置・広がり

#### 隣接コムーネ
隣接するコムーネは以下の通り。
- アルグスト
- カルディナーレ
- ペトリッツィ
- サトリアーノ